# Desastre com o LET L-410 da Abeer Air services

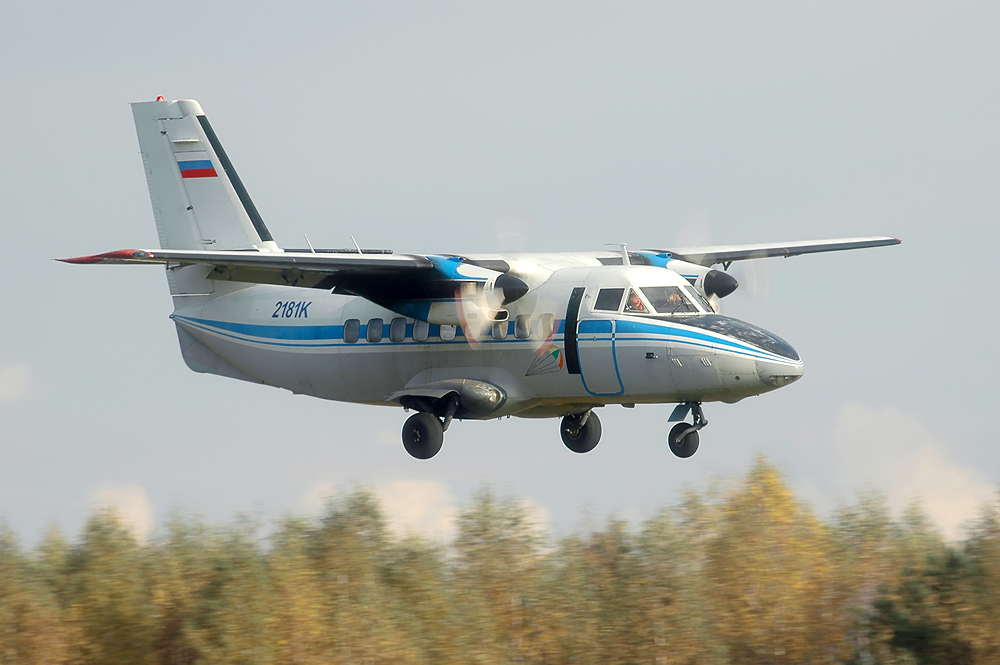
Protótipo da aeronave envolvida no acidente, construída pela Let Kunovice no início da década de 1970.

No dia 27 de outubro de 2019, no Sudão do Sul, uma aeronave comercial, executiva e de treinamento produzida pela Let Kunovice a partir de 1971, especificamente a Let L-410UVP, se acidentou em Kolnyang Country, no Sudão do Sul, em uma região localizada a aproximadamente 15 quilômetros do Aeroporto de Bor (HSBR). Apesar de não ter apresentado mortos, o acidente aéreo causou consideráveis danos aos ocupantes da aeronaves, e profundos prejuízos à empresa aérea, sendo decisivo para a investigação de futuros acidentes que ocorrerão no Continente africano.

## A aeronave
A aeronave Let L-410UVP foi construída a partir de uma requisição da empresa soviética Aeroflot  como uma forma de substituir os seus antigos Antonov An-2 em operações aéreas STOL (Short Take-off and Landing), caracterizada por operações em pistas de pouso e aeroportos sem a devida infraestrutura para aeronaves de grande porte, e que necessitavam de diversas ferramentas de tecnologia aeroportuária para as suas operações. Aeronaves desta categoria costumam contar com capacidade reduzida de passageiros ou carga, assim como motores geradores de tração e Trabalho (física), a exemplo de Turboélices e motores de convencionais de combustão interna. A exemplo do Let L-410, que era equipado, inicialmente com dois motores Pratt & Whitney Canada PT6, já que a fabricante checa Walter Aircraft Engines ainda não havia finalizado os seus motores que equipariam as aeronaves em questão, os Walter M601.  O aeromodelo envolvido no desastre foi uma das aeronaves mais conhecidas desta série, a versão Let- L-410 UVP-E, produzida a partir de 1986, dotada de tanques extras, que aumentavam a autonomia, e motores dotados com hélices penta-pás, ou seja, dotada de cinco pás, que são acionadas por cada eixo do motor em questão. Já que o modelo anterior possuía apenas três pás em cada eixo, necessitava de maiores pistas para pousos e decolagens, além de possuir peso máximo de decolagem menor. A nova aeronaves possuía peso máximo de de até 6,400kg. A aeronave não era pressurizada, o que a impedia de alcançar elevadas altitudes, forçando-a voar em áreas suscetíveis a fortes turbulências e tesouras de vento, fato que contribuiu decisivamente para o acidente em questão.

## Em serviço da Abeer air services
O modelo, matriculado como YI-BYO, operava uma rota entre o Aeroporto de Walgak e o aeroporto de Bor. Como a aeronave não exigia altos custos de manutenção e operação, era preferida para operar em aeroportos em áreas remotas ou conflituosas, razão pela qual foi escolhida pela empresa aérea. A aeronave contava com tecnologioa glass cockpit, mas, sua navegação e piloto automático eram bastante rudmentares, não auxiliando os pilotos em condições de extrema necessidade ou reduzida visibilidade. 

## O acidente
O acidente aéreo ocorreu às treze horas, horário local. Estava chovendo no local do acidente, e a visibilidade era bastante reduzida, entretanto, não o bastante para reduzir ou limitar as operações comerciais de passageiros, entretanto, investigadores aéreos, baseando-se em relatos de vítimas da tripulação, pôde-se constatar que houve alertas por parte da tripulação de solo, sobre as desafiadoras condições climáticas. Após a decolagem, a aeronave voou 228 quilômetros, e entrou em uma zona turbulenta, repleta de tesouras de vento, que fizeram com que o piloto perdesse os controles sobre o leme de direção, fazendo a aeronave despencar, caindo em uma árvore próxima ao aeroporto de Bor. Não houve mortes. Entretanto, a queda significou uma quebra da asa esquerda e do estabilizador horizontal, que foram lançados para cima. Na asa direita, um dos motores, um Walter M601 foi extraído pela árvore em questão. Para a companhia aérea o acidente significou perdas irrecuperáveis já que a aeronave, e suas formas de sustentação foram praticamente totalmente destruídas pelo acidente. 

## Conclusões
O desastre aéreo, aparentemente irrelevante, foi decisivo para os países e as companhias aéreas africanas, já que evidencia os perigos causados por um sistema precário de manutenção e fiscalização em relação à qualidade de operação das aeronaves, em áreas de precários recursos financeiros, além de tornar notório o perigo de voos em áreas de convergências e turbulências, e uso de aeronaves com sistemas falhos de redundância, que não condizem com aqueles apresentados em projeto, ou planejamento da aeronaves, decorre  de deficiências
na concessão de licenças por órgãos de fiscalização a aeronaves que desempenham boas funções em testes e análises, justificando sua aprovação pela Administração Federal de Aviação, por exemplo, mas que colocam passageiros em risco.
<https://aviation-safety.net/database/record.php?id=20191027-0>